# 林麝
林麝，又叫南麝、森林麝，獐子、黑獐子、林獐、香獐，藏名译音为“纳瓦”。

## 生态环境
林麝栖息于海拔2400－3800米的森林中。森林是林麝的主要棲息生境，牠們主要分布在低山区的闊叶林、針葉林及针阔混交林区，喜歡活動在以针阔混交林為主，相對濕度較高的林內。目前适栖範圍內平均密度約每平方公里1.45隻，最高可達每平方公里10至12隻。
牠們主要分布在漢地的湖北、云南、青海、陕西、四川、湖南、贵州，西藏的错那、措美、波密、察隅、米林、林芝、工布江达等地。

## 特征
林麝是麝属中体型最小的一种。体长为60－80厘米，肩高45－50厘米，体重8－10千克。雌雄均沒有角；耳长直立，端部稍圆。腹部生殖器前端有麝香囊，尾粗而短，尾脂腺发达。四肢细长，后肢比前肢长。体毛粗硬色深，呈褐灰色或蒼灰褐棕色，辟尖無棕色，頸紋明顯，個體小於馬麝。下颌、喉部、颈下以至前胸间为界限分明的白色或橘黄色区。臀部毛色近黑色，成体不具斑点。被追急後具有攀緣斜樹或傾斜倒木的特點。牠們四肢下部的毛比馬麝的短，並緊貼皮膚。毛很粗硬，波狀彎曲，細而脆，易脫落。體毛色深，呈橄欖褐色，並帶有橘紅色澤。其他形態特徵大致與馬麝相同。

## 習性及活動規律
性膽怯，獨居，居住不固定，行動路線較固定。能攀登45度左右的傾斜樹幹和跳上垂直生長高達1.5米左右的針葉樹上，並能在細小樹枝上用主蹄分開嵌住皮條任意走動和上下攀爬或下跳，主要採食樹葉、漿果、杂草、松萝。由於林麝活動地區植物種類較多，故食物種類較複雜，但仍以選食帶苦澀、單宁含量較高具有芳香的柳屬（Salix）、杜鵑花屬（Rhododendron）、忍冬科（Caprifoliaceae）、小檗科（Berberidaceae）、松萝科（Usneaceae）等科屬植物的嫩枝葉為常見。隨氣候和食源的變化，有垂直遷徙的習性。其他大部分習性與生活規律與馬麝相仿。

## 繁殖与保护
雌雄合群，秋冬季為交配期，春夏為产子期，孕期長達6个月，每胎1-3子。麝香可作为定香剂、兴奋剂或配制强心等急救药物，具有极高的经济和药用价值。为了获取麝香，多年来的任意捕猎，使麝的数量急剧下降。林麝属于中国一级重点保护野生动物。

## 外部連結
- 麝香 Shexiang （页面存档备份，存于） 中藥材圖像數據庫 (香港浸會大學中醫藥學院)